# Odontota horni
Odontota horni är en skalbaggsart som beskrevs av J. Smith 1885. Odontota horni ingår i släktet Odontota och familjen bladbaggar. Inga underarter finns listade i Catalogue of Life.